# 安德烈耶沃农村居民点
安德烈耶沃农村居民点（俄语：Андреевское сельское поселение）是俄罗斯联邦弗拉基米尔州苏多格达区所属的一个农村居民点。其下辖有14个居民点，行政中心为安德烈耶沃。据2016年统计，该农村居民点的人口为6951人。